# Elizabeth Howard
Elizabeth Howard, contessa di Wiltshire e Ormond (Norfolk, 1480 circa – Lambeth, 3 aprile 1538), era figlia di Thomas Howard, II duca di Norfolk, e della prima moglie Elizabeth Tilney. Fu  moglie di Thomas Bolena, I conte del Wiltshire e madre della regina Anna Bolena (moglie di Enrico VIII) e nonna materna della regina Elisabetta I d'Inghilterra.
La famiglia Howard discendeva da Edoardo III d'Inghilterra e durante il regno degli York aveva titolo ducale.
Entrò alla corte reale da giovane e qui conobbe il futuro marito.
La coppia ebbe cinque figli:
- Thomas (1496 - 1506), morto di malattia del sudore;
- Maria (c. 1499 – 1543); fu amante di Enrico VIII prima di sua sorella, che potrebbe essere stato il padre il uno o entrambi i figli nati dal suo primo matrimonio;
- Henry (1500 - 1506), chiamato "Hal" dalla famiglia. Morì di malattia del sudore;
- George, visconte di Rochford (c. 1504 – 1536); fu decapitato con accuse di tradimento e incesto, essendo stato incluso fra gli amanti di Anna quando questa cadde in disgrazia;
- Anna, regina d'Inghilterra (c. 1507 – 1536); fu la seconda moglie di Enrico VIII dopo che questi dichiarò nullo il suo matrimonio con Caterina d'Aragona. Dopo aver dato al re una figlia, la futura Elisabetta I, perse il suo favore in seguito a una serie di aborti e fu infine decapitata con accuse di tradimento, adulterio e incesto.

Le sue figlie maggiori Maria ed Anna furono educate presso la corte reale francese in quanto mandate come damigelle al seguito della principessa Maria Tudor, futura regina di Francia. Entrambe divennero successivamente amanti di Enrico VIII d'Inghilterra e la seconda riuscì a divenire regina. Alla figlia di Enrico ed Anna venne dato il nome delle nonne, entrambe chiamate Elizabeth.
Con l'ascesa di Anna a corte, iniziarono ad arrivare in capo agli Howard e Bolena una serie di privilegi e ricchezze. I coniugi Bolena poterono infatti alloggiare presso il palazzo reale. Nel giugno del 1525 Thomas fu nominato visconte di Rochford e nel dicembre del 1529 conte di Wiltshire e di Ormond.
Divenuta Anna regina, rimase accanto alla figlia come sua dama di compagnia. Dama di compagnia fu anche l'altra figlia Maria Bolena, vedova del primo marito, che però dovette abbandonare la corte nel 1534 in quanto rimasta incinta di un militare che aveva sposato in segreto. Né Elisabetta né Anna aiutarono Maria.
Le fortune dei Bolena svanirono con l'accusa di infedeltà di Anna e la sua condanna a morte. Insieme a lei fu condannato anche suo fratello George.
Colpita dalla perdita dei suoi figli, Elisabetta lasciò la corte e si ritirò in campagna.

## Ascendenza
|                                   |                   |                          | Genitori                             |  |  | Nonni |  |  | Bisnonni          |  |  | Trisnonni       |  |
|                                   |                   |                          |                                      |  |  |       |  |  | Sir Robert Howard |  |  | Sir John Howard |  |
|                                   |                   |                          |                                      |  |  |       |  |  | Sir Robert Howard |  |  | Sir John Howard |  |
|                                   |                   | Alice Tendring           |                                      |  |  |       |  |  | Sir Robert Howard |  |  |                 |  |
| John Howard, I duca di Norfolk    |                   |                          |                                      |  |  |       |  |  | Sir Robert Howard |  |  |                 |  |
|                                   |                   | Lady Margaret de Mowbray | Thomas de Mowbray, I duca di Norfolk |  |  |       |  |  |                   |  |  |                 |  |
|                                   |                   | Lady Margaret de Mowbray | Thomas de Mowbray, I duca di Norfolk |  |  |       |  |  |                   |  |  |                 |  |
|                                   |                   | Lady Margaret de Mowbray | Elizabeth FitzAlan                   |  |  |       |  |  |                   |  |  |                 |  |
| Thomas Howard, II duca di Norfolk |                   | Lady Margaret de Mowbray |                                      |  |  |       |  |  |                   |  |  |                 |  |
|                                   |                   | William de Moleyns       | William de Moleyns                   |  |  |       |  |  |                   |  |  |                 |  |
|                                   |                   | William de Moleyns       | William de Moleyns                   |  |  |       |  |  |                   |  |  |                 |  |
|                                   |                   | William de Moleyns       | Margery                              |  |  |       |  |  |                   |  |  |                 |  |
| Katherine de Moleyns              |                   | William de Moleyns       |                                      |  |  |       |  |  |                   |  |  |                 |  |
|                                   |                   | Anne Whalesborough       | Sir John Whalesborough               |  |  |       |  |  |                   |  |  |                 |  |
|                                   |                   | Anne Whalesborough       | Sir John Whalesborough               |  |  |       |  |  |                   |  |  |                 |  |
|                                   |                   | Anne Whalesborough       | Joan Raleigh                         |  |  |       |  |  |                   |  |  |                 |  |
| Elizabeth Howard                  |                   | Anne Whalesborough       |                                      |  |  |       |  |  |                   |  |  |                 |  |
|                                   | Sir Philip Tilney | Sir Frederick Tilney     |                                      |  |  |       |  |  |                   |  |  |                 |  |
|                                   | Sir Philip Tilney | Sir Frederick Tilney     |                                      |  |  |       |  |  |                   |  |  |                 |  |
|                                   | Sir Philip Tilney | Margaret Rochford        |                                      |  |  |       |  |  |                   |  |  |                 |  |
| Sir Frederick Tilney              | Sir Philip Tilney |                          |                                      |  |  |       |  |  |                   |  |  |                 |  |
|                                   |                   | Isabel Thorpe            | Sir Edmund Thorpe                    |  |  |       |  |  |                   |  |  |                 |  |
|                                   |                   | Isabel Thorpe            | Sir Edmund Thorpe                    |  |  |       |  |  |                   |  |  |                 |  |
|                                   |                   | Isabel Thorpe            | Joan Northwood                       |  |  |       |  |  |                   |  |  |                 |  |
| Elizabeth Tilney                  |                   | Isabel Thorpe            |                                      |  |  |       |  |  |                   |  |  |                 |  |
|                                   |                   | Sir Lawrence Cheney      | Sir William Cheney                   |  |  |       |  |  |                   |  |  |                 |  |
|                                   |                   | Sir Lawrence Cheney      | Sir William Cheney                   |  |  |       |  |  |                   |  |  |                 |  |
|                                   |                   | Sir Lawrence Cheney      | Catherine Pabenham                   |  |  |       |  |  |                   |  |  |                 |  |
| Elizabeth Cheney                  |                   | Sir Lawrence Cheney      |                                      |  |  |       |  |  |                   |  |  |                 |  |
|                                   |                   | Elizabeth Cockayne       | John Cockayne                        |  |  |       |  |  |                   |  |  |                 |  |
|                                   |                   | Elizabeth Cockayne       | John Cockayne                        |  |  |       |  |  |                   |  |  |                 |  |
|                                   |                   | Elizabeth Cockayne       | Ida de Grey                          |  |  |       |  |  |                   |  |  |                 |  |
|                                   |                   | Elizabeth Cockayne       |                                      |  |  |       |  |  |                   |  |  |                 |  |